# Jalid Labied
Khalid Labied (Rabat, Marruecos, 24 de agosto de 1955) es un exfutbolista de Marruecos que jugaba en la posición de centrocampista.

## Carrera

### Club
| Periodo   | Club                |
| --------- | ------------------- |
| 1974–1991 | FUS Rabat           |
| 1991–1993 | Shabab Al Ahli Club |

### Selección nacional
Jugó para Marruecos en 48 ocasiones de 1977 a 1986 y anotó siete goles; participó en dos ediciones de la Copa Africana de Naciones y ganó la medalla de oro en los Juegos Mediterráneos de 1983.

## Logros

### Club
- Botola (1): 1980/81
- Copa del Trono (1): 1976

### Selección nacional
- Juegos Mediterráneos (1): 1983

### Individual
- Goleador de la Copa Africana de Naciones 1980.[2]